# Okroglo mesto Bagdad
Okroglo mesto Bagdad je prvotno jedro Bagdada, ki ga je zgradil abasidski kalif Al-Mansur v letih 762–766 n. št. kot uradno rezidenco abasidskega dvora. Njegovo uradno ime v času Abasidov je bilo Mesto miru (arabsko مدينة السلام, latinizirano: Madīnat as-Salām). Na njegovem ozemlju je bila znana knjižnica, znana kot Hiša modrosti.

## Opis
Po Ya'qubiju so bili načrti za mesto izdelani, vendar se je gradnja začela šele 2. avgusta 762 pod nadzorom štirih arhitektov. Za projekt so bila zbrana ogromna sredstva: arabski kronisti poročajo o 100.000 delavcih in obrtnikih ter vsotah 18 milijonov zlatih dinarjev ali 100 milijonov srebrnih dirhamov. Kalifova palača Zlata vrata in glavna mošeja ter nekateri upravni uradi so bili očitno dokončani do leta 763, kar je Al-Mansurju omogočilo, da je svojo rezidenco preselil v mesto, preostali del Okroglega mesta pa je bil dokončan do leta 766.
Mansur je verjel, da je Bagdad popolno mesto za prestolnico islamskega imperija pod Abasidi. Mansurju je bilo mesto tako všeč, da so ga citirali, ko je rekel: »To je res mesto, ki ga moram ustanoviti, kjer bom živel in kjer bodo moji potomci pozneje kraljevali«. Cilj je bil nadomestiti Harran kot sedež kalifske vlade; mesto Bagdad je omenjeno v predislamskih besedilih, vključno s Talmudom; mesto Abasidov je bilo verjetno zgrajeno na mestu te prejšnje naselbine.
Bagdad je zasenčil Ktezifon, prestolnico Sasanidskega cesarstva, ki je bilo kakih 30 km proti jugovzhodu, ki je bilo pod muslimanskim nadzorom od leta 637 in ki je bilo po ustanovitvi Bagdada hitro zapuščeno. Babilon, ki je bil zapuščen od 2. stoletja, leži približno 90 km južneje.
Stari Bagdad je bil majhna vas in kljub svojemu imenu, ki je iranskega izvora (bag 'bog' + dād 'podarjen'), so bili prvotni prebivalci verjetno aramejsko govoreči Nabatejci. Novo mesto pa je bilo večinoma arabsko govoreče, s precejšnjimi perzijskimi elementi v prebivalstvu in mestnem okolju, čeprav v vasi Bagdad ali njenih okoliških skupnostih morda ni bilo nobenega večjega perzijskega naselja: vsi so bili absorbirani v novo mesto Bagdad. Namesto tega so se perzijski elementi pojavili po ustanovitvi novega mesta in so vključevali perzijski arhitekturni vpliv, zgodnjo perzijsko vojaško naselitev, stalno priseljevanje perzijskih učenjakov in pozen prihod vladarjev perzijskega izvora (kot so Bujidi).
Mesto je bilo zasnovano kot krog s polmerom približno 1 km, zaradi česar je bilo znano kot 'okroglo mesto'. Glede na to je mogoče oceniti, da je imelo prvotno območje mesta, kmalu po njegovi zgraditvi, površino približno 3 km² (vendar se zgodovinski viri ne strinjajo glede velikosti mesta.) Prvotna zasnova prikazuje obroč stanovanjskih in poslovnih stavb vzdolž notranjosti mestnega obzidja, vendar je končna konstrukcija dodala še en obroč znotraj prvega. V središču mesta je bila kalifova palača, mošeja, pa tudi štab stražarjev. Namembnost oziroma raba preostalega prostora v centru ni znana. Krožna zasnova mesta je bila neposreden odraz tradicionalne perzijske sasanidske urbane zasnove. Starodavno sasanidsko mesto Gur/Firuzabad je skoraj enako v svoji splošni krožni zasnovi, žarkastih avenijah ter vladnih stavbah in templjih v središču mesta. To kaže na dejstvo, da je temeljilo na perzijskih precedensih. Dva oblikovalca, ki ju je Al-Mansur najel za načrtovanje zasnove mesta, sta bila Naubakht, nekdanji zoroastrijec in Mašalah ibn Athari, perzijski judovski astrolog/astronom.
Mesto je imelo štiri vrata: Bab al-Kufa ('vrata Kufe'), Bab al-Šam ('vrata al-Šama' ali 'Damaska'), Bab al-Khorasan ('vrata Horasana') in Bab al- Basra ('vrata Basre'). Tudi to je podobno okroglima mestoma Darabgard in Gor, ki sta imeli štiri vrata. Palača Khuld, glavna palača v Bagdadu, ki jo je zgradil Al-Mansur, je stala blizu Bab al-Horasan. Vrata Horasan so označevala začetek Velike Horasanske ceste.
Nobena od struktur mesta ni preživela, informacije pa temeljijo na literarnih virih. V središču kroga sta bili kalifova palača Zlata vrata in glavna mošeja. Pod vplivom apadanske zasnove starodavne iranske arhitekture je bila mošeja zgrajena s hipostilno molitveno dvorano z lesenimi stebri, ki podpirajo ravno streho. Kalifova palača je vsebovala ivan in kupolasto komoro takoj za njim, ki je spominjala na zasnovo sasanidske palače (kot sta Gor in Sarvestan). Gradbeni material je bila večinoma opeka (včasih utrjena s trstičjem), kar je odražalo mezopotamsko arhitekturo.
Prebivalci so bili dveh vrst: vojaški ljudje, ki jih je naselil kalif, in veliko število navadnih ljudi, ki so se pozneje naselili v mestu zaradi gospodarskih priložnosti. Druga skupina so bili večinoma Arabci in lokalni Nabatejci. Prva skupina so bili večinoma Perzijci iz Horasana in Transoksanije, ki so bili naseljeni v severozahodnem okrožju, znanem kot Harbija (حربية). Harbija je vključevala oddelek Marvrūdija (مرورودية, za tiste iz Marv al-Rudha, tj. današnjega Murgaba v Afganistanu), predmestje Furujev ('Perzijci' ali morda ljudje iz Farsa), predmestje za Khvarezmijce in mošejo posvečeno prebivalcem Buhare. Ko se je bodoči kalif Al-Mahdi leta 768 preselil iz al-Rayya v Bagdad, se je tam naselil drugi val perzijskih vojaških ljudi. Obstajale so tudi plemiške iranske družine Barmakide (iz Balha) in Sulide (iz Gurgana). Potomci teh Irancev so prevzeli naziv abnā (أبناء), okrajšava za abnāʾ al-dawla (أبناء الدولة, dobesedno 'sinovi države'), vendar naj bi odmeval tudi naziv abna' Jemna, tudi perzijskega izvor. Perzijci v Bagdadu so se do začetka 9. stoletja postopoma akulturirali.

## Sodobna sklicevanja na "odkritje" okroglega mesta
Velika bagdadska knjižnica, znana tudi kot Hiša modrosti, je kot gostiteljica enega največjih intelektualnih središč abasidskih kalifov verjetno pritegnila učenjake več strok. Med njimi so geografi, zgodovinarji ali preprosti kronisti podali obsežne opise Madinat al-Mansur celo leta po tem, ko je mesto propadlo. Vse informacije, ki jih imamo danes v zvezi s fizičnimi značilnostmi, strukturnimi funkcijami in družbenim življenjem v abasidskem Bagdadu, izvirajo iz teh literarnih virov, ki so bili ponovno pregledani v 20. stoletju. Nekateri najpomembnejši ohranjeni literarni viri iz poznega 10. in 11. stoletja v Bagdadu so Opis Mezopotamije in Bagdada, ki ga je napisal Ibn Serapion; Tarikh Baghdad (Zgodovina Bagdada), učenjaka in zgodovinarja Al-Khatiba al-Bagdadija in Geografski slovar geografa in zgodovinarja Ja'kubija. Te tri knjige so predstavljale osnovo in zahtevano branje za sodobne raziskave na tem področju.
Dokončno razodetje za akademsko skupnost o obstoju Okroglega mesta Bagdada je zapisal Guy Le Strange, britanski orientalist, ugleden na področju zgodovinske geografije. Njegovo delo Bagdad med abasidskim kalifatom: iz sodobnih arabskih in perzijskih virov (1900) je med drugimi učenjaki ponovno pregledalo delo Serapiona in Ja'kubija, da bi rekonstruiral načrt starega mesta. Le Strange je v predgovoru svoje knjige zapisal:
»(...) resnična osnova sedanje rekonstrukcije srednjeveškega načrta je opis Bagdadskih kanalov, ki ga je napisal Ibn Serapion približno leta 900 n. št.. S kombiniranjem mreže vodnega sistema, kot ga je opisal ta pisec, s sevajočimi se cestami, kot jih je opisal njegov sodobnik Jakubi, je bilo mogoče začrtati različne četrti starejšega Bagdada, s podrobnostmi iz poročil drugih avtoritet, ki bi se same po sebi izkazale za preveč fragmentarne, da bi služijo morebitni sistematični rekonstrukciji načrta.«
Nekaj let po tem, ko je Le Strange prvič objavil načrt okroglega mesta, so nastajajoči muzeji in univerze naročili val nemških in britanskih izkopavanj. Dva učenjaka sta to temo znova obiskala, ko sta delala v Iraku in izvajala izkopavanja v sosednjih mestih, kot je Samara. Prvi, ki je izboljšal začetni načrt Le Strangea, je bil Ernst Herzfeld, nemški arheolog, ki je med letoma 1905 in 1913 ustvaril veliko dela, vključno s prevodi, risbami, terenskimi zapiski, fotografijami in popisi predmetov iz njegovih izkopavanj v Samari in drugod po Iraku in Iran. Zaskrbljen zaradi kritičnih problemov, ki jih najdemo v izvirnih opisnih besedilih. Herzfeld je, po poklicu arhitekt, ponudil nove interpretacije in razvil nove načrte okroglega mesta Bagdada. Njegova študija je bila bolj povezana z opisom, ureditvijo in funkcijo glavnih mestnih stavb, v nasprotju z bolj urbanističnim pristopom Le Strangea. Njegove rekonstrukcije so bile slavljene kot prvo »večje arhitekturno delo na to temo«, ki so ga sprejeli poznejši učenjaki. Eden od njih je bil britanski umetnostni zgodovinar sir K. A. C. Creswell, čigar objava prvega zvezka njegovega monumentalnega pregleda Zgodnja muslimanska arhitektura iz leta 1932 ostaja splošno priznana kot bistvena referenca za zgodnjo islamsko arhitekturo.
Pomanjkanje arheoloških izkopavanj na domnevni lokaciji okroglega mesta pomeni, da je naloga rekonstrukcije Medinat al-Mansurja večinoma hipotetična naloga. Tema je bila v drugi polovici 20. stoletja ponovno obravnavana v novih kontekstih. Eden novejših učenjakov, ki se je lotil te teme, je Jacob Lassner, ki je predstavil novo kritično interpretacijo, ki temelji na izvirnih besedilih Tarikh Baghdad, (A History of Baghdad), Geografski slovar al-Bagdadija in Ja'kubija ter ocene Herzfelda in Creswella v začetku 20. stoletja. Lassnerjeva »Topografija Bagdada v zgodnjem srednjem veku« (1970)« in »Oblikovanje abasidske vladavine« (1980) sta predstavila nov koncept načrta mesta in kontrastni pogled na njegovo arhitekturno funkcijo in zgodovinski razvoj v najzgodnejšem obdobju, izboljšanje razumevanja oblikovanja mesta. V Lassnerjevih študijah so bile revidirane vsaj štiri prejšnje ideje o mestu Al-Mansurja.
Prvič, Lassner je zavrnil zamisel, da bi sam Al-Mansur, »ki ni imel znanih izkušenj z arhitekturnim oblikovanjem (ali z okroglimi strukturami), osebno ustvaril ex nihilo tako prefinjen in nenavaden dizajn«. Drugič, nasprotuje mnenju, da je bagdadska stavba znak prevzema iranske vladavine s strani Abasidov, saj je bila bolj vidna manifestacija abasidske dediščine perzijske sasanidske urbanistične kraljevske tradicije. Tretjič, zavrača trditve, da je imelo mesto-palača simboličen kozmološki pomen »preprosto zato, ker v virih ni izrecnih navedb, ki bi povezovale kalifa s takšno simboliko«. Končno potrjuje, da je »Okroglo mesto v resnici upravno središče in sploh ne mesto v običajnem pomenu izraza«.